# Antonio Rattín
Antonio Rattín (Tigre, 16 mei 1937) is een voormalig Argentijns voetballer en trainer. Hij speelde zijn volledige carrière voor Boca Juniors. Hij wordt vooral herinnerd omdat hij de indirecte aanleiding was van het invoeren van de gele en rode kaart in het voetbal, nadat hij in een wedstrijd op het WK 1966 was weggestuurd, maar weigerde het veld te verlaten.

## Biografie
Van kindsbeen af was hij een fan van Boca. Hij sloot zich aan bij de jeugd en op 9 september 1956 maakte hij zijn debuut, uitgerekend in de superclásico tegen aartsrivaal CA River Plate. Hij verving de geblesseerde Eliseo Mouriño en won met zijn team de wedstrijd met 2-1. Langzaam werd hij de vaste nummer vijf van het team. In zijn veertienjarige carrière bij de topclub won hij vier landstitels. 
Vanaf 1959 speelde hij ook voor de nationale ploeg en zat in de selectie van het WK 1962. Op het WK 1966 in Engeland was hij zelfs kapitein van de ploeg. In de kwartfinale trof het land organisator Engeland en verloor in een controversiële wedstrijd met 1-0. Rattín werd door de Duitse scheidsrechter van het veld gestuurd omdat hij brutaal geweest zou zijn tegen hem, terwijl de scheidsrechter geen Spaans sprak en hem dus niet kon verstaan. Rattín weigerde het veld te verlaten omdat hij dacht dat de scheidsrechter in het voordeel van de Engelsen floot. Om zijn ongenoegen te uiten ging hij op de rode loper zitten die uitsluitend voor de koningin bestemd was. Twee politieagenten moesten hem van het veld begeleiden en als laatste blijk van ongenoegen kreukte hij een Engelse vlag. Dit resulteerde in een lange rivaliteit tussen Argentinië en Engeland en indirect zelfs tot het invoeren van de gele en rode kaart. 
Na zijn spelerscarrière werd hij jeugdtrainer bij Boca. Van 1977 tot 1979 trainde hij het eerste elftal van Gimnasia La Plata en in 1980 dat van Boca. In 1978 was hij even een scout voor Sheffield United FC, maar zorgde er enkel voor dat Alejandro Sabella naar de Engelse club ging en de samenwerking werd kort daarna stopgezet. 
In 2001 begon hij een politieke carrière en werd verkozen voor de kamer van afgevaardigden. In 2005 trok hij zich terug uit de politiek. 